# Africana Womanism
L'« Africana womanism », terme inventé à la fin des années 1980 par Clenora Hudson-Weems, est une idéologie pouvant s'appliquer à toutes les femmes d'origine africaine. Elle est fondée sur la culture africaine et l'afrocentrisme, et se concentre sur les expériences, les luttes, les besoins et les désirs des femmes africaines de la diaspora africaine. Il se distingue du féminisme et du womanism d'Alice Walker en accordant plus d'attention aux réalités et aux injustices de la société en matière de race.
Clenora Hudson-Weems a créé l'Africana womanism afin qu'il y ait une idéologie spécifique aux femmes africaines et aux femmes d'ascendance africaine. Ainsi, elle estime que la création de cette idéologie sépare les réalisations des femmes africaines des universitaires masculins africains, du féminisme et du féminisme noir.[pas clair]
L'Africana Womanism Society répertorie 18 caractéristiques du womanist Africana, dont le fait de s'appeler soi-même, de se définir soi-même, d'être centré sur la famille, d'être flexible et de désirer une compagnie masculine positive,.

## Origine du Womanism
Alice Walker a inventé le terme Womanism en 1983. Elle définit le Womanism comme le fait d'englober les approches féministes tout en étant plus inclusif envers les femmes afro-américaines. Alice Walker avait l'impression que le mouvement féministe, tel qu'il était compris à l'époque et aujourd'hui, était exclusif pour les femmes de couleur et qu'il offrait un privilège aux femmes blanches. Le Womanism d'Alice Walker s'attaque à la fois au privilège de la femme blanche et au fossé entre hommes et femmes, à la recherche de la croissance du peuple afro-américain. Alice Walker pense que le womanism existe depuis l'époque de l'esclavage. Walker affirme que « cette capacité à tenir le coup, même de manière très simple, est un travail que les femmes noires font depuis très longtemps. ». Walker dit que les femmes de couleur ont connu la lutte pour conserver leurs forces et permettre la progression des autres avant elles.[pas clair]

## Origine de l'Africana Womanism
Clenora Hudson-Weems, Professeur d'anglais à l'Université du Missouri et auteur de Africana Womanism: Reclaiming Ourselves, a inventé le concept d'africana womanism à la fin des années 1980 (Africaa est la forme féminine du latin Africanus, signifiant de l'Afrique, et apparaît être préféré par le mouvement aux Africains ). Hudson-Weems fait valoir que l'« Africana womanism n'est pas un additif au féminisme, au féminisme noir, au féminisme africain, ou au womanism d'Alice Walker ». À ses yeux, le féminisme et les questions de genre sont des choses distinctes qui ne dépendent pas l'une de l'autre, et par conséquent, les femmes Africana sont capables d'aborder les questions de genre sans participer à des activités féministes.
Selon Patricia Hill Collins, « Bien que certaines femmes africana puissent partager les idées sur lesquelles repose le féminisme, beaucoup d'entre elles rejettent le terme « féminisme » en raison de ce qu'elles perçoivent comme son association avec la cause des femmes blanches. Ils voient le féminisme comme opérant exclusivement dans les termes blanc et américain et perçoivent son contraire comme étant noir et américain » .
De plus, beaucoup d'hommes et de femmes africains n'acceptent pas l'idéologie du féminisme. Selon Hudson-Weems, elle déclare qu'« il y a un consensus général dans la communauté Africana que le mouvement féministe, dans l'ensemble, est le mouvement des femmes blanches pour deux raisons. Premièrement, la femme africana ne considère pas l'homme comme son ennemi principal comme le fait la féministe blanche, qui mène une bataille séculaire avec son homologue masculin blanc pour la soumettre comme sa propriété. Les hommes africana n'ont jamais eu le même pouvoir institutionnalisé d'opprimer les femmes africana que les hommes blancs ont eu à opprimer les femmes blanches ».

L'Africana Womanism diffère de l'idéologie féministe Womanist vue comme raciste et sexiste. Hudson-Weems (1998), Africana Womanism : Reclaiming Ourselves, explique le développement de l'Africana Womanism :
Le Womanism africana est un terme que j'ai inventé et défini en 1987 après près de deux ans de débat public sur l'importance de l'auto-nommage pour les femmes Africana. Pourquoi le terme « Womanism africana » ? Après avoir conclu que le terme « Black womanism » n'était pas tout à fait la terminologie pour inclure la signification totale désirée pour ce concept, j'ai décidé que « Africana womanism », une évolution naturelle dans la dénomination, était la terminologie idéale pour deux raisons fondamentales. La première partie du terme, Africana, identifie l'ethnicité de la femme considérée, et cette référence à son ethnicité, établissant son identité culturelle, se rapporte directement à son ascendance et à sa terre d'origine - l'Afrique. La deuxième partie du terme « Womanism », rappelle le puissant discours impromptu de Sojourner Truth « Ain't I a Woman? », dans laquelle elle se bat contre les forces aliénantes dominantes de sa vie de femme africana en difficulté, remettant en question l'idée acceptée de la féminité. Elle est sans aucun doute le revers de la médaille, la co-partenaire dans la lutte pour son peuple, celle qui, contrairement à la femme blanche, n'a reçu aucun privilège particulier dans la société américaine.
L'idéologie Africana Womanist  contribue au discours afrocentriste. Le fondement fondamental de l'africana womanism est construit sur la philosophie et les valeurs traditionnelles de l'Africana et sur les théories afrocentriste: Certaines des valeurs traditionnelles mettent en avant le rôle des mères africaines en tant que leaders dans la lutte pour retrouver, reconstruire et créer une intégrité culturelle qui épouse les principes Maatiques de réciprocité, d'équilibre, d'harmonie, de justice, de vérité, de droiture, d'ordre, etc. Enfin, Nah Dove (1998), dans « African Womanism: An Afrocentric Theory », attribue à Hudson-Weems et à d'autres chercheurs le mérite d'avoir façonné le modèle womanist Africana. Nah Dove affirme que :
Un concept [Africana Womanism] qui a été façonné par le travail de femmes telles que Clenora Hudson-Weems, Ifi Amadiume, Mary E. Modupe Kolawole, et d'autres. L'Africana womanism peut être considéré comme fondamental pour le développement continu de la théorie afrocentriste. L'Africana womanism met au premier plan le rôle des mères africaines en tant que leaders dans la lutte pour retrouver, reconstruire et créer une intégrité culturelle qui épouse les anciens principes maatiques de réciprocité, d'équilibre, d'harmonie, de justice, de vérité, de droiture, d'ordre, etc.

## Caractéristiques

### Différences avec le Womanism d'Alice Walker
Clenora Hudson-Weems, qui a inventé le terme « Africana Womanism », affirme que le terme lui-même n'est pas censé être le féminisme noir ou le Womanism de Walker que certaines femmes de couleur ont considéré comme tel. L'Africana Womanism de Clenora Hudson-Weems doit rappeler aux femmes africaines qu'elles doivent exiger et donner la priorité à l'inclusion de possibilités de carrière et d'emploi égales à celles de leurs homologues masculins, ainsi qu'à un traitement équitable pour elles-mêmes et leurs enfants. Le womanism d'Alice Walker se différencie du africana womanism de Clenora Hudson-Weems parce qu'il implique d'être plus inclusif pour toutes les femmes de couleur. Alors que Clenora Hudson-Weems semble prendre davantage position sur le fait que « personne ne s'occupera des femmes noires comme les femmes noires s'occupent d'elles-mêmes » ou sur le fait que les femmes africana assument des responsabilités pour elles-mêmes ainsi que pour leurs enfants et les hommes africana.

### Les 18 caractéristiques répertoriées par l'Africana Womanism Society
Africana Womanism Society répertorie 18 éléments clés de l'Africana womanism. Les caractéristiques sont les suivantes : l'auto-nommage, la définition de soi, le centrage sur la famille, l'intégrité, la flexibilité des rôles, l'adaptabilité, l'authenticité, la fraternité féminine noire, la lutte avec les hommes contre l'oppression, la compatibilité masculine, la reconnaissance, l'ambition, l'éducation, le renforcement, le respect, le respect des aînés, la maternité et la spiritualité.
Chacune des caractéristiques énumérées ci-dessus a des significations spécifiques qui, collectivement, établissent une base pour le womanisme africana. Le premier principe d'autonommage traite de l'importance de l'auto-identification en tant que femme africaine dans la société. L'identification Africana se distingue du féminisme et de ses variantes noires. L'auto-nomination est la période de reconnaissance de la nécessité d'un mouvement Africana avec son propre nom. Le deuxième principe défini, l'autodéfinition, commence à décrire les réalités auxquelles les femmes africaines sont confrontées, à travers un point de vue panafricain. Le mouvement panafricain tente de créer un sentiment de fraternité entre toutes les personnes d'origine africaine, qu'elles vivent ou non sur le continent africain. L'autodéfinition explore les inégalités entre les sexes et les stéréotypes dans le patriarcat moderne.
L'autodénomination et l'autodéfinition sont les deux premières caractéristiques de l'Africana womanism. Le terme « nommo » est donné à l'idée d'auto-nommage, ce qui est importan,t car pour exister, il faut donner un nom correct. Il existe un besoin croissant d'auto-nommage, d'auto-définition et d'auto-identité pour les Noirs. L'auto-définition aide à découvrir l'identité d'une personne à travers son propre point de vue sur son monde, qui va à l'encontre de celui de la culture dominante.
Le deuxième groupe de caractéristiques est constitué de l'orientation familiale, de la globalité, de l'authenticité, de la flexibilité des rôles, de l'adaptabilité, de la lutte avec les hommes noirs contre l'oppression et de la sororité féminine noire. Le deuxième groupe de caractéristiques comprend le centrage sur la famille, la globalité, l'authenticité, la flexibilité des rôles, l'adaptabilité, la lutte avec les hommes et la véritable sororité féminine. Le principe de la centralité familiale est axé sur l'ensemble de la cellule familiale noire. L'intérêt pour la réussite de la communauté noire dans son ensemble maintient un sentiment de plénitude. Tous les résultats importants sont partagés car la proximité de la communauté noire est renforcée par les femmes de la société.
L'engagement envers la famille immédiate et étendue est d'une importance cruciale pour les femmes africaines, car il constitue Le principe de globalité décrit l'importance de l'autosuffisance qu'une femme africaine doit avoir pour entretenir son foyer. L'intégralité met également l'accent sur l'estime de soi nécessaire qui émane de la femme africaine, qui doit être forte non seulement pour elle-même, mais aussi pour sa famille et sa communauté dans son ensemble. La complétude, qui va de pair avec l'intégralité, est définie comme l'unité ininterrompue qu'une femme africaine est chargée de maintenir à l'intérieur du foyer et à l'extérieur.
Les cinq premiers volets mettent tous l'accent sur l'engagement envers la famille qui est d'une importance majeure pour les femmes noires. Il y a un grand intérêt pour le succès du groupe et les résultats collectifs qui maintiennent un sentiment d'intégrité. Nikol Alexander-Floyd (2006) affirme qu'il y a cet équilibre de donner la priorité à la famille, qui serait la plénitude, sans négliger la carrière des femmes ou comme il l'énonce ici l'authenticité. La flexibilité des rôles et l'adaptabilité sont également des éléments importants de l'approche familiale en raison de leurs racines dans l'histoire des femmes noires. Le principe de flexibilité des rôles reconnaît et discute le fait que la femme noire n'a jamais été soumise. Les femmes africaines sont actives sur le marché du travail, participent aux opportunités de leadership présentées et n'ont pas besoin d'être domestiques.
Dans l'histoire, les femmes noires ont connu des rôles de genre flexibles, ce qui signifie que les femmes noires ont non seulement l'expérience de travailler à l'extérieur de la maison avec les hommes, mais tout au sein de la maison. Pour l'adaptabilité, les femmes noires se sont non seulement adaptées à différents environnements de travail, mais aussi au manque de confort vécu par les femmes blanches et les féministes. Enfin, pour lutter avec les hommes noirs contre l'oppression et la fraternité féminine noire, les Africana womanist  voient qu'il y a un combat contre l'oppression qui est mené par les hommes noirs et se voient se battre dans la même équipe que les hommes noirs. La sororité dans l'Africana womanism doit être authentique et est authentique du fait que les femmes noires subissent la même expérience d'oppression et peuvent donc sympathiser les unes avec les autres.
En raison de ces conditions, les femmes noires ont été forcées de subir alors que, sous la domination blanche, les femmes africaines ont développé une extrême capacité d'adaptation. Les femmes ont été forcées de sacrifier leurs propres biens et leurs désirs pour le bien souvent, leur sécurité. Les femmes noires étaient souvent contraintes de compromettre leur dignité, ainsi que leur ambition. Enfin, il y a « De concert avec les hommes » et la « sororité authentique ». De concert avec les hommes, la femme africaine pousse à développer des relations solides avec des hommes partageant les mêmes idées dans la lutte pour la libération globale des Noirs et la libération des femmes noires. Le concept de la sororité authentique, qui est l'une des dix-huit caractéristiques de l'Africana Womanism, fait partie intégrante de la survie des femmes dans une société dominée par les hommes.
Comme l'a décrit l'auteur lauréat du prix Nobel Toni Morrison, « En exerçant le pouvoir qui vous revient à juste titre, ne lui permettez pas d'asservir vos sœurs ». Les idées de Morrison font référence à la fréquence à laquelle les femmes s'entretuent, alors qu'elle continue de décrire que ce comportement est particulièrement courant sur le lieu de travail. Le fondement des relations féminines est violé par le comportement habituel selon lequel les femmes se traitent avec manque de respect et cruauté. La sororité dans l'Africana womanism doit être authentique et est authentique du fait que les femmes noires subissent la même expérience d'oppression et peuvent donc sympathiser les unes avec les autres.
Le troisième et dernier groupe de caractéristiques est la force, la compatibilité masculine, le respect, la reconnaissance, le respect des aînés, l'ambition, le maternage, l'éducation et la spiritualité. Historiquement, les femmes noires ont toujours été renforcées psychologiquement et physiquement, en particulier avec ce qui s'est passé avec l'esclavage. Hudson-Weems dit que le lien entre les hommes noirs et les femmes noires aide à maintenir la race. Les femmes noires sont fortes physiquement et mentalement. Ce principe de Force est souvent celui qui est attaqué par les oppresseurs non-Africana parce que leur objectif est de forcer la soumission sur le groupe puissant que sont les femmes Africana. Hudson-Weems dit que le lien entre les hommes noirs et les femmes noires aide à maintenir la race. Par conséquent, le principe de compatibilité masculine est basé sur des relations mutuellement bénéfiques entre une femme africaine bien respectée et un homme solidaire et partageant les mêmes idées.
Le respect et la reconnaissance vont de pair ; ils sont nécessaires à un respect sain pour les Africana womanist  et les aident à établir des relations avec les autres. Le respect et la reconnaissance contribuent également à l'amour et à l'admiration de soi et au respect des aînés ou des membres plus âgés de la communauté noire. Pour disséquer un peu plus ces deux principes, le respect fait référence à la révérence qu'une femme africaine a pour elle-même, sans tenir compte des normes colonisées. Déterminer sa propre valeur, tout en ignorant la politique, est crucial pour devenir une femme africaine confiante. Le pilier de la reconnaissance fait référence à la reconnaissance de l'humanité, des capacités et du pouvoir des femmes noires. La reconnaissance joue un rôle important dans le maintien de la paix communautaire et dans l'efficacité des femmes noires dans leur lutte pour l'égalité.
Les principes qui soulignent la nature bienveillante de l'Africana womanist sont définis ci-dessous. Le respect des aînés est une extension de la tradition africaine historique de respect des ancêtres. La révérence ancestrale est l'acte habituel de prendre soin des aînés, et éventuellement des ancêtres, au sein d'une communauté ou d'une société. Une fois que les anciens sont devenus des ancêtres, ils sont chargés de fournir une sagesse et des conseils qui sont hautement appréciés.
La nourrice et la mère sont toutes deux décrites comme un appel à tous les membres de la communauté à jouer un rôle actif dans l'éducation de la communauté et la propagation de la race par les soins. Il est du devoir d'une femme africaine de ne pas seulement prendre soin et nourrir sa famille, mais de fournir les soins et la nourriture pour sa race dans son ensemble. En encourageant et en guidant les autres femmes, on fait progresser le mouvement africain. L'initiative prise pour mieux faire connaître et apprécier le mouvement Africana au public est un exemple du principe d'ambition.
Le dernier principe est la spiritualité, qui souligne l'importance du respect des systèmes spirituels traditionnels africains. Ces systèmes spirituels font appel à un ensemble de principes, dont le respect des ancêtres, l'unité avec soi-même et avec la nature. les Africana Womanist  sont également très spirituelles et croient en une puissance supérieure, et leur tradition de maternage et d'éducation est très forte.

### Autres caractéristiques
Hudson-Weems (2000) affirme que le rejet des organisations blanches est quelque chose auquel les femmes Africana participent. Les femmes Africana se concentrent sur ce qui aide à éliminer l'oppression, qui est considérée comme la chose la plus importante pour la survie de la communauté Africana. Parallèlement au rejet des organisations blanches, l'Africana womanism met la priorité sur la dignité humaine des femmes, des enfants et des hommes Africana. Il se concentre sur la race comme un point central pour les femmes africaines. Le racisme est considéré comme une priorité sur le sexisme, et le sexisme est considéré comme dérivé du racisme, du classisme et des préjugés économiques.
Certains problèmes des femmes Africana, selon Hudson-Weems, comprennent « la brutalité physique, le harcèlement sexuel et l'assujettissement des femmes en général perpétré à la fois à l'intérieur et à l'extérieur de la race » et doivent être résolus collectivement dans les communautés Africana.
Alors que beaucoup pensent que l'Africana womanism est similaire au féminisme noir, au féminisme africain, au womanism et au féminisme, il y a des différences claires dans les priorités des formes d'autonomisation des femmes.

## Valeurs
Le concept de Womanist Africana a été mieux illustré dans l'article de Brenda Verner (1994) « The Power and Glory of Africana Womanism » :
L'africana Womanism dit en substance : Nous aimons les hommes. Nous aimons être des femmes. Nous aimons les enfants. Nous aimons être des mères. Nous apprécions la vie. Nous avons foi en Dieu et en la Bible. Nous voulons des familles et des relations harmonieuses. Nous ne sommes pas en guerre contre nos hommes qui cherchent l'argent, le pouvoir et l'influence par la confrontation. Notre histoire est unique. Nous sommes les héritières de l'histoire des femmes afro-américaines et, en tant que telles, nous ne nous redéfinirons pas, ni ne redéfinirons cette histoire, pour répondre à une image politiquement correcte d'un mouvement de culture populaire, qui exige le droit de parler au nom de tous les groupes raciaux, culturels et ethniques et de redéfinir leurs mœurs. Nous ne permettrons pas non plus que l'histoire soit "shanghiée" pour légitimer le "programme politique mondial" d'autres personnes. Nous rejetons le statut de victime. En effet, nous sommes des vainqueurs, des sœurs en charge de notre propre destin. Nous sommes les gardiennes de la culture africana : Notre obligation première est de faire progresser notre mode de vie culturel par la stabilité de la famille et l'engagement envers la communauté. La pratique du womanism culturel n'est pas limitée aux femmes africana. Les femmes italiennes, japonaises, hispaniques, indiennes, arabes, juives, etc., utilisent toutes cette approche de la prise de décision et connaissent la valeur du maintien de l'autonomie culturelle indigène. Le rite de transmission du savoir de génération en génération, sans manipulation, coercition ou intimidation extérieures, garantit l'intégrité traditionnelle, ce qui favorise un climat de sécurité culturelle. Les cultures traditionnelles ne devraient pas être obligées de se plier aux redéfinitions qui leur sont imposées par des entités élitistes qui acquièrent leur autorité par le biais d'un « battage médiatique » bien organisé.

### L'homme Womaniste
Les hommes Africana peuvent adopter une approche féministe Africana. Selon Tolagbe Ogunlege (1998), « Se référer à un homme en tant qu'homme womaniste n'est pas une anomalie ou une rareté, et conférer un titre sexospécifique à des individus du sexe opposé est pratiqué par les peuples africana depuis des millénaires. Par exemple, chez les Yoruba, une femme exceptionnelle qui a apporté une contribution significative à la croissance et au développement éducatif, socio-économique et/ou spirituel de sa famille et de sa communauté est appelée homme-femme ou obinrin bi okunrin. » Ogunlege explique en outre que parmi le peuple Lébou du Sénégal, un homme qui gouverne selon les anciennes coutumes est appelé la « Mère du pays ».

### Dans l'éducation
Le concept Africana womanist a été adopté par de nombreux professeurs de l'enseignement supérieur. Selon Daphne W. Ntiri (2001), professeure agrégée de sciences sociales à l'université d'État de Wayne : « Depuis que Clenora Hudson-Weems a innové avec son livre Africana Womanism : Reclaiming Ourselves, le discours sur la place et l'agenda des femmes africaines dans le mouvement des femmes reflète l'influence de ce texte. En seulement six ans, cet ouvrage en est à la deuxième impression de sa troisième édition révisée. Il a été adopté par les professeurs de plusieurs établissements d'enseignement supérieur dans des endroits aussi éloignés que l'Afrique, le Brésil, le Japon et les îles des Caraïbes. L'adoption dans les universités nationales comprend l'université Clark d'Atlanta, l'université d'État de Californie à Long Beach, l'A&M de Floride, l'université d'État de l'Indiana, l'université du Nord de l'Illinois, l'université d'État de San Francisco, l'université Temple, l'université du Missouri à Columbia et l'université de l'Utah pour n'en nommer que quelques-unes ».

## Exemples dans la littérature
S'appuyant sur les principes de l'africana womanism, Clenora Hudson-Weems étend ce cadre théorique à l'analyse littéraire. Une telle analyse de la littérature africana met l'accent sur la famille, la complémentarité entre les hommes et les femmes, et l'engagement pour la survie et la libération de la communauté dans son ensemble. Dans son texte, Africana Womanist Literary Theory, Hudson-Weems explore certains romans africains afin de proposer des interprétations féministes africaines. Cinq romans Africana Womanist : Zora Neale Hurston, Une femme noire. Hudson-Weems déclare que le personnage de Janie est un protagoniste pour se nommer et se définir.
Aussi, un protagoniste de la famille; Mariama Ba, une écrivaine sénégalaise renommée, So Long a Letter, l'attaque de Ba contre la société polygame qui assujettit les femmes, et son intérêt pour les droits des femmes africana se reflètent dans son roman. Selon Hudson-Weems, « le roman ne justifie pas qu'on le classe dans la catégorie des romans féministes, car l'auteur dédie le livre « à toutes les femmes et à tous les hommes de bonne volonté », démontrant ainsi sa tendance naturelle à inclure les hommes comme une partie très importante de la vie des femmes ». Paule Marshall, éminente écrivaine afro-caribéenne, Praisesong for the Widow, dont le personnage « Reena » porte les nuances historiques des prétendues carences de la femme Africana dans ses relations avec son compagnon masculin.
Pauline, la narratrice, préconise une solution à la détérioration des relations entre l'homme et la femme Africana (Hudson-Weems, p. 105); Toni Morrison, Beloved. Hudson-Weems affirme que « Du premier roman de Morrison, The Bluest Eye, à Sula, Song of Solomon, Tar Baby, et enfin à son cinquième roman, Beloved, l'auteur développe les rôles de l'homme et de la femme dans cette lutte collective » ; et Terry McMillan, Disappearing Acts. Hudson-Weems explique que le personnage de Zora Banks se nomme lui-même et se définit lui-même, centré sur la famille et compatible, flexible avec ses rôles et ses ambitions, exigeant du respect et fort, respectueux des aînés et authentique, et enfin, nourrissant et la maternité.
La littérature womanist Africana comprend également la dynamique familiale Africana, les femmes et les hommes Africana, leurs interrelations et leurs expériences au sein de leurs communautés et de leur religion. Par exemple : Russell J. Rickford (2003) Betty Shabazz : Surviving Malcolm X : A Journey of Strength from Wife to Widow to Heroine ; Ilyasah Shabazz (2002), Growing Up X : A Memoir by the Daughter of Malcolm X ; Sonsyrea Tate (1997) Grandir dans la nation de l'Islam ; Yvonne S. Thornton, MD (1995), Les filles de Ditchdigger : l'étonnante réussite d'une famille noire ; Alex Haley (1976) Racines : la saga d'une famille américaine ; Coretta Scott King (1969), Ma vie avec Martin Luther King, Jr. En plus de Regina Jennings (2001), Africana Womanism in The Black Panther Party : A Personal Story, publié dans le Western Journal of Black Studies. Jennings décrit ses expériences en tant que jeune femme qui a rejoint le Black Panther Party à Oakland, en Californie, en utilisant la théorie de l'Africana Womanism.

### Lectures complémentaires
- "Africana Womanism: The Flip Side of a Coin, " dans The Western Journal of Black Studies (2001).
- "Africana Womanism: An Overview", dans Out of the Revolution: The Development of Africana Studies, Delores Aldridge et Carlene Young, éditeurs, Lexington Books, 2000, p. 205-217.
- "Africana Womanism: An Historical, Global Perspective for Women of African Descent", Call and Response: The Riverside Anthology of the African American Literary Tradition, Patricia Liggins Hill, éditrice générale, Houghton Mifflin, 1998, p. 1811-1815.
- « Africana Womanism, Black Feminism, African Feminism, Womanism », dans Sisterhood, Feminisms and Power, Obioma Nneameka, rédacteur en chef, New Jersey : Africa World Press, 1998, p. 149-162.
- « Se nommer et se définir : un programme pour la survie », dans Sisterhood, Feminisms and Power, Obioma Nneameka, rédacteur en chef, New Jersey : Africa World Press, 1998, p. 449-452.
- « Africana Womanism et le besoin critique de la théorie et de la pensée Africana », dans The Western Journal of Black Studies, vol. 21, no 2, été 1997, p. 79-84.
- « Conflits culturels et d'ordre du jour dans le monde universitaire : problèmes critiques pour les études sur les femmes africaines », dans The Western Journal of Black Studies, vol. 13, no 4, hiver 1989, p. 185-189.
- "Le sort tripartite des femmes afro-américaines reflété dans les romans de Hurston et Walker", dans Journal of Black Studies Vol. 20, no 2, décembre 1989, p. 192-207.
- "Africana Womanism, Black Feminism, African Feminism, Womanism", dans Black Studies: From the Pyramids to Pan Africanism and Beyond, William Nelson, Jr., éditeur, McGraw Hill, 2001.
- "Africana Womanism: Entering the New Millennium", dans State of the Race, Creating Our 21st Century: Where Do We Go From Here, Jemadari Kamara et T. Menelik Van Der Meer, rédacteurs, University of MA-Boston Press, 2001.
- « Come color my rainbow : Themes of Africana womanism in the poetic vision of Audrey Kathryn Bullett », Ronald J. Stephens, Maureen Keaveny, Venetria K. Patton. Journal of Black Studies, Thousand Oaks : mars 2002. Vol. 32, numéro 4 ; p. 464 (16 pages)
- « Liens communs de l'Afrique aux États-Unis : analyse littéraire féministe Africana, Betty Taylor Thompson. Western Journal of Black Studies Pullman : Automne 2001. Vol. 25, numéro 3 : p. 177 (8 pages)
- « Lucy Terry Prince : L'héritage culturel et littéraire du féminisme africain », April Langley. Western Journal of Black Studies, Pullman : automne 2001. Vol. 25, numéro 3 ; p. 153 (10 pages)
- « Théoriser la différence au sein de la pensée féministe noire : le dilemme du sexisme dans les communautés noires », Austin, Algernon. Race, genre et classe Nouvelle-Orléans : 31 juillet 1999. Vol. 6, numéro 3; p. 52.